# ラリーKING
『ラリーKING』（ラリーキング）とは日本テレビ放送網で放送されていた番組。サタデーバリューフィーバー内で2度放送され、2008年12月6日から2ヶ月限定で土曜17:00-17:30に放送。

## 放送日・時間
- 第1回　2007年11月10日（土曜日）
13:30-14:55　（サタデーバリューフィーバー）内で放送。
- 第2回　2008年3月1日（土曜日）
15:50-16:55　（サタデーバリューフィーバー）内で放送。
- レギュラー放送　2008年12月6日-2009年1月31日
17:00-17:30

## 概要
- 2人1組のチーム対抗で、様々なチームワークを要するクイズに挑む。

## 司会（MC）
- 中山秀征
- 葉山エレーヌ（日本テレビアナウンサー）- 第1回
- 脊山麻理子（日本テレビアナウンサー）- 第2回、レギュラー放送第3回～
- 宮崎宣子（日本テレビアナウンサー）- レギュラー放送第1回、第2回

## 単発特番
- 4ペアによる対抗戦。
- 1回戦と2回戦の合計ラリー数（得点）が最も多かったペアが、ファイナルチャレンジに進出。

### 1回戦
- 1人が10種類のジャンルの中から、ペアのパートナーが答えられそうな問題ジャンルを選択。
- もう1人は、選んでもらったジャンルの問題に答える。
- 1問正解につき1ラリー獲得して、役割を入れ替える。不正解は、その時点で挑戦終了。10問連続正解（10ラリー獲得）でパーフェクト。

### 2回戦
- 穴埋め問題。赤・青2ヵ所の空欄があり、1人は赤を、もう1人は青を、それぞれ筆答で答える。
- 正解なら1ラリー獲得。片方でも誤答していた場合は、次のペアに解答権が移動。

### ファイナルチャレンジ
- 出された質問に対し、2人がそれぞれ回答。2人の答えが一致すれば賞品獲得。

## レギュラー放送
- 4ペアによる対抗戦。
- 2ndSTAGEを勝利したペアが、賞品を獲得。

### 1stSTAGE「プロフィールダウト」
- 1人が代表で、クイズに挑む。
- ペアのパートナーに関するVTRが流れ、その中で出題されるパーソナル問題に答える。
- 3問出題。1問正解につき1ラリー獲得。
- ラリー数が多かった側が、2nd STAGEの先攻となる。

### 2ndSTAGE「ステップアップラリー」
- 守備側は、用意された12ジャンルの中から、攻撃側が正解できなそうなジャンルを選択。
- 攻撃側は、ペアの代表者1名が、相手が選んだジャンルの問題に答える。
- 1問正解につき1ラリー獲得。
- 1問ずつ、交互に挑戦。
- 5ラリー先取で勝利。

## スタッフ
- （構成）川崎良
- （TM） 古川誠一
- （美術） 日本テレビアート
- （美術デザイン） 中村桂子　塚越千恵
- （VTR編集&MA） ギブアンドテイク
- （デスク） 寺田マユミ
- （制作協力） イー・カンパニー
- （ディレクター） 藤原耕治　小田清仁　阿部聡
- （演出） 徳永清孝
- （プロデューサー）　南波昌人　浪岡厚生　村上早苗
- （製作著作）　日本テレビ放送網

### 過去のスタッフ
- （チーフプロデューサー） 土屋泰則

## レギュラー放送ネット局
| 放送対象地域 | 放送局                 | 系列           | 放送日時           | 放送の遅れ |
| ------------ | ---------------------- | -------------- | ------------------ | ---------- |
| 関東広域圏   | 日本テレビ (NTV)       | 日本テレビ系列 | 土曜 17:00 - 17:30 | 制作局     |
| 新潟県       | テレビ新潟 (TeNY)      | 日本テレビ系列 | 土曜 17:00 - 17:30 | 同時ネット |
| 静岡県       | 静岡第一テレビ (SDT)   | 日本テレビ系列 | 土曜 17:00 - 17:30 | 同時ネット |
| 山口県       | 山口放送 (KRY)         | 日本テレビ系列 | 水曜 24:29 - 24:59 | 11日遅れ   |
| 愛媛県       | 南海放送 (RNB)         | 日本テレビ系列 | 水曜 16:21 - 16:50 | 39日遅れ   |
| 鹿児島県     | 鹿児島読売テレビ (KYT) | 日本テレビ系列 | 火曜 24:59 - 25:29 | 不明       |